# IC 4977
IC 4977 — галактика типу NF (в процесі підтвердження) у сузір'ї Козоріг.
Цей об'єкт міститься в оригінальній редакції індексного каталогу.